# Bruno Silva
Bruno Ramon Silva Barone lub po prostu Bruno Silva (ur. 29 marca 1980 w Cerro Largo) – urugwajski piłkarz grający na prawej obronie. Jego klubem jest Cerra Largo.